# Mapiri
Mapiri (nicht identisch mit der Ortschaft Santa Rosa de Mapiri) ist eine Landstadt im Departamento La Paz im südamerikanischen Andenstaat Bolivien.

## Lage im Nahraum
Mapiri ist der zentrale Ort des Municipio Mapiri in der Provinz Larecaja. Die Ortschaft liegt in einer Höhe von 635 m am rechten Ufer des Río Mapiri, wobei "Mapiri" in der Sprache der Matsiguenga-Asháninka (mapi = Stein) als Bezeichnung für Flüsse benutzt wird, deren Flussbett aus Geröll und Gestein besteht.

## Geographie
Mapiri liegt nordöstlich des Titicaca-Sees am Ostrand der Anden-Gebirgskette der Cordillera Real im Tiefland des Río Beni, einem der wichtigen Flüsse des Amazonas-Tieflandes.
Die mittlere Durchschnittstemperatur der Region liegt bei gut 23 °C (siehe Klimadiagramm), der Jahresniederschlag beträgt knapp 1400 mm. Die Region weist einen wenig ausgeprägten Temperaturverlauf auf, die Monatsdurchschnittstemperaturen schwanken nur unwesentlich zwischen 21 °C im Juni und Juli und knapp 28 °C im November und Dezember, und auch die Tages- und Nachttemperaturen weisen nur geringe Schwankungen auf. Die Monatsniederschläge liegen zwischen unter 50 mm in den Monaten Juni und Juli und über 200 mm im Dezember.

## Verkehrsnetz
Mapiri liegt in einer Entfernung von 328 Straßenkilometern nördlich von La Paz, der Hauptstadt des gleichnamigen Departamentos.
Von La Paz führt die teilweise asphaltierte Nationalstraße Ruta 3 in nordöstlicher Richtung 160 Kilometer über Cotapata bis Caranavi, von dort zweigt die unbefestigte Ruta 26 ab, die nach 70 Kilometern Guanay erreicht und weiter über Mapiri nach Apolo führt. Die Piste zwischen Guanay und Mapiri ist nur in der Trockenzeit von Mai bis September mit einer Fahrzeit von 3–4 Stunden befahrbar. Nach Südwesten hin besteht von Mapiri aus eine unbefestigte Straßenverbindung zum 17 Kilometer entfernten Santa Rosa de Mapiri, über das die 11 Stunden entfernte Stadt Sorata zu erreichen ist.

## Bevölkerung
Die Einwohnerzahl der Ortschaft ist in den vergangenen beiden Jahrzehnten um etwa ein Fünftel angestiegen:
| Jahr | Einwohner | Quelle       |
| ---- | --------- | ------------ |
| 1992 | 2 388     | Volkszählung |
| 2001 | 2 561     | Volkszählung |
| 2012 | 3 446     | Volkszählung |
| 2024 |           | Volkszählung |

Der Ort wird vor allem von Aymara-Zuwanderern bewohnt. Außer zweier Übernachtungsherbergen an der Alojamiento Plaza hat der Ort einige kleine Restaurants, ein paar Läden und ein ENTEL-Telefonbüro zu bieten.

## Río Mapiri
Der Río Mapiri entspringt im Tal des Desaguadero westlich des Bergmassivs des Illampú. Bei Guanay vereinigt sich der Mapiri mit dem Challana und dem Tipuani. Durch die Gewinnung des alluvialen Goldstaubs aus den Flusssanden des Mapiri ist der Fluss heute hochgradig durch Quecksilber vergiftet, so dass Wasservögel und Fische selten geworden sind.

## Wirtschaft
Mapiri – eine verkleinerte Ausgabe des nahe gelegenen Guanay – wird bestimmt durch die Goldgewinnung im Rio Mapiri. Schon aus den Zeiten der Inka wird von Goldfunden im Río Mapiri und im Río Tipuani berichtet. Nach der Eroberung des Kontinents durch die Europäer unterwarfen die Spanier die örtliche Bevölkerung entlang dieser Yungas-Flüsse und verpflichteten sie zur Zwangsarbeit. Im 19. Jahrhundert wurden entlang des Río Mapiri der Saft der Kautschukbäume in großem Umfang für die Gummiproduktion genutzt. Heute finden sich überall entlang des Flusses kleine Goldgewinnungsanlagen, obwohl große Funde seit den 1980er Jahren nicht mehr gemacht worden sind. Ein Claim entlang des Flusses liefert heute selten mehr als Gold im Gegenwert von 10 US-Dollar. Der von Sorata nach Mapiri führende Camino de Mapiri bringt zusätzlich eine überschaubare Zahl von Trekkingtouristen in den Ort.